# حسن ومرقص وكوهين (فلم)
حسن ومرقص وكوهين فيلم مصرى من إنتاج عام 1954 من بطولة حسن فايق، ومن إخراج فؤاد الجزايرلي.
الفيلم مأخوذ عن مسرحية بنفس الاسم قدمت عام 1941.

## قصة الفيلم
يحكي الفيلم قصة ثلاثة أصدقاء من ديانات مختلفة وهم «حسن» (عبد الفتاح القصري) و «مرقص» (محمد كمال المصري) و «كوهين» (استيفان روستي) وقصتهم مع العامل «عباس» (حسن فايق) وكيف أنهم يقومون بخداعه عند اكتشافهم بأن يرث ثروة كبيرة، فيقومون بالتعاقد معه بمرتب يساوي أضعاف مرتبه الحقيقي ولكن بشرط أن يدفع مبلغاً كبيراً كتعويض إذا أراد ترك العمل لديهم.

## طاقم التمثيل
- حسن فايق
- عبد الفتاح القصري
- محمد كمال المصري
- استيفان روستي
- زينات صدقي
- عايدة عثمان
- نجوى سالم

## فريق العمل
- إخراج: فؤاد الجزايرلي
- قصة وسيناريو: بديع خيري
- حوار: نجيب الريحاني
- إنتاج: أفلام الشرق الجديد